# Ana Arbizú y Flores
Ana Mateo Arbizú y Flores (Yuscarán, 21 de setembre de 1825—Tegucigalpa, 30 de novembre de 1903), també anomenada Ana Arbizú de Guardiola, va ser una poetessa hondurenya, considerada la primera del país.
Va néixer a la ciutat de Yuscarán el 21 de setembre de 1825, filla de Calixto Arbizú Viscaya i de Santos Flores. Lectora de les novel·les d'Alexandre Dumas, pare i fill, és considerada la primera poetessa d'Hondures. La seva primera obra literària va aparèixer a Tegucigalpa el 1847, feta en honor de la mort del seu pare. Una altra composició va aparèixer al diari La Gaceta el 1865, com a recordatori de la seva filla Gumersinda.
Va ser primera dama d'Hondures, perquè el seu espòs va ser José Santos Guardiola, president d'Hondures entre 1856 i 1862, amb qui es va casar el 1847. Segons la historiadora Anarella Véles, ella i el seu espòs «van fer d'Hondures un país millor i amb una identitat més clara al crear els símbols patris». A causa de l'assassinat de Guardiola el 1862, la família va haver d'emigrar de Comayagua, d'on eren originaris, a la capital, Tegucigalpa. El seu fill Gonzalo va ser advocat i també conreà la poesia. Arbizú va morir a Tegucigalpa el 30 de novembre 1903.